# Louis Saha
Louis Laurent Saha (* 8. srpna 1978 v Paříži) je bývalý francouzský fotbalový útočník a reprezentant původem z Guadeloupe. Profesionální kariéru ukončil v srpnu 2013. Mimo Francii prošel angažmá v Anglii a Itálii.

## Klubová kariéra
Jeho fotbalová kariéra v Anglii začala hostováním v týmu Newcastle United FC, kam byl vyslán týmem FC Metz, v roce 1999 – za Newcastle vstřelil jeden gól a vrátil se zpět do svého týmu. V roce 2000 byl koupen do klubu FC Fulham za 2,1 miliónů liber. Během čtyř let v tomto klubu vstřelil celkem 63 gólů. V lednu roku 2004 ho koupil Manchester United za necelých 13 milionů liber, kde hrál do roka 2008 s číslem 9 na dresu. Poté působil v dalších anglických klubech Everton FC, Tottenham Hotspur a Sunderland AFC. V únoru 2013 podepsal 6měsíční kontrakt s italským týmem SS Lazio, s nímž na konci sezóny slavil zisk italského poháru. V srpnu 2013 ukončil aktivní fotbalovou kariéru.

## Reprezentační kariéra
V A-mužstvu Francie debutoval 18. 2. 2004 v přátelském zápase v Bruselu proti domácí reprezentaci Belgie (výhra 2:0), při svém debutu vstřelil jeden gól. Zúčastnil se EURA 2004 v Portugalsku a MS 2006 v Německu (zisk stříbrné medaile). Celkem odehrál v letech 2004–2012 za francouzský národní tým 20 zápasů a vstřelil 4 branky.